# Friederich Münter
 Der er flere personer med dette navn, se Frederik Münter.
Fried(e)rich Christian Carl Hinrich Münter (14. oktober 1761 i Gotha i Thüringen – 9. april 1830) var kirkehistoriker, arkæolog og biskop over Sjælland fra 1808 til sin død. Han var broder til Friederike Brun og fader til Balthasar og Theodor Münter.
Hans fader, Balthasar Münter var Waisenhusprædikant og hofdiakon. Fire år gammel fulgte han med faderen til København, og der blev han undervist af dygtige privatlærere.

## Uddannelse og udlandsrejser
Han røbede tidlig en umættelig læselyst, men viste i begyndelsen større interesse for matematik og naturhistorie end for de videnskaber, til hvilke han siden skulle yde så betydelige bidrag.
Det var den ældre Niebuhr, der under besøg i hans hjem vakte hans sans for arkæologien; ved kobberstikkeren Johan Georg Preisler fik han øjet opladt for kunstens herlighed, og af ham modtog han en vejledning til at radere, der senere kom ham til nytte under hans arkæologiske studier.
Den gamle Münter fulgte sin søns undervisning med stor opmærksomhed og vågede over, at tiden blev forstandig inddelt og godt udnyttet.
For tidligt at forberede sønnen til præstegerningen lod han i præstegården indrette en prædikestol, på hvilken Friedrich Münter allerede som 11 års dreng øvede sig, og også på anden måde blev denne fra sin barndom uddannet i talekunsten.
I den dagbog, Friedrich Münter, efter tidens skik, førte med stor nøjagtighed, skriver han således 1776: ”Meine Confirmation d. 14. April und die Rede, die ich hielt, haben mich sehr verhindert viel zu thun“.
I præstegården ved Sankt Petri Kirke færdedes dengang mange fremragende mænd; der kom Bernstorfferne, Schimmelmannerne, 
brødrene Stolberg (XVI,457 Arkiveret 1. marts 2012 hos  Wayback Machine – XVI, 453 Arkiveret 3. marts 2012 hos  Wayback Machine), Johann Andreas Cramer, Carsten Niebuhr, Friedrich Gottlieb Klopstock, Heinrich Wilhelm von Gerstenberg og de andre medlemmer af det «tyske Aristokrati», som dannede en sluttet kreds i den danske hovedstad.
[Til de mange tyske personer se Eksterne Links]
Af danske mindedes Münter i senere år især med tak Tyge Rothe, der fik interesse for den opvakte dreng og lærte ham, at man «kan sidde i Studerekabinettet så fri, lyksalig og ædel som nogen dødelig». 1778 dimitterede Balthasar Münter selv sin søn til universitetet, og den 17-årige yngling bestod alle prøverne med glans.
Det tilfaldt ham og den senere historiker Frederik Sneedorff som årets to flinkeste studenter at være de nybagte Athenesønners ordførere ved immatrikulationen.
Allerede før dimissionen var Friedrich Münter blevet indført både på biblioteket og universitetet. Han havde hørt Peder Holms og Nicolai Edinger Balles forelæsninger, og den sidste får æren for at have vakt hans interesse for kirkens historie.
Men den læselystne yngling drømte også om at blive digter. Han prøvede sine metriske anlæg ved at give rytmiske oversættelser af de poetiske steder i Mosebøgerne og ved gengivelser af de græske lyrikeres vers, og han brændte af begærlighed efter at gøre bekendtskab med dén danske digter, der særlig måtte tiltale et ungt menneske med hans åndelige forudsætninger. 14. februar fortæller han i dagbogen, at han har været i Hofteatret og set Balders Død , og snart efter førte en ven ham til forfatteren. "Vi bleve gode Venner", hedder det i dagbogen efter besøget hos Johannes Ewald. I de følgende år kom Münter ofte hos den syge digter, og han var tilstede under hans sidste strid.
Balthasar Münter, der selv i sine fritimer digtede "aandelige Sange", var en streng kritiker over for sønnens poetiske forsøg, men det lykkedes ham ikke at få denne til at slå digternykkerne af hovedet.
Friedrich Münter skrev oder til havet og stjernerne, og han oversatte Balders Død  til tysk. I Friedrich Leopold Stolberg havde han fundet en ligestemt sjæl, der også håbede at vinde en plads på parnasset, og mange timer blev ofret til drøm og digtning.
Men over alt dette blev eksamenslæsningen ingenlunde glemt. 1780 underkastede han sig den filologiske, 1781 den teologiske prøve, begge med et smukt resultat, og derpå tænkte hans fader på at sende ham udenlands, for at han under fremmede lærere kunne fortsætte og fuldende sin uddannelse.
Som student havde han gjort mindre rejser til Roskilde, Fyn og Lolland.  De havde nærmest næret hans arkæologiske interesse; nu skulle han ud i den store verden for at lære de mænd at kende, der havde de berømte navne i videnskabens republik.
Rejsens egentlige mål var Göttingen, men før han der lukkede sig inde med bøgerne, måtte han stille sin længsel efter at se de berømte mennesker.
Foruden med gamle venner som Friedrich Leopold Stolberg, Gerstenberg og Klopstock traf han sammen med Matthias Claudius, "Abt" Jerusalem – det er Johann Friedrich Wilhelm Jerusalem – og den herrnhutiske biskop August Gottlieb Spangenberg. Ved musehoffet i Weimar så han Christoph Martin Wieland og Johann Gottfried Herder, og i det lille havehus ved Ilm drøftede han æstetiske og teologiske problemer med Goethe.

## Fra Goethe i Weimar til kirkehistorikeren Walch i Göttingen
Fra Weimar kom han endelig til Göttingen. Det ærværdige Georgia Augusta, Georg-August-Universität Göttingen, stod endnu i dets fulde blomstring.
Münter følte sig straks tiltalt af Christian Wilhelm Franz Walch, dette bjerg af kirkehistorisk lærdom; men den store Johann David Michaelis' meget omtalte auri sacra fames, 'forbandet higen efter guld',  stødte også ham bort.
Det var dog især filologen Christian Gottlob Heyne, "Læreren over alle Lærere", der i den første tid vandt hans udelte beundring. Under Heynes vejledning fordybede han sig i den antikkens skatte, og af Johann Christoph Gatterer blev han indviet i palæografiens og diplomatikkens begyndelsesgrunde.
Senere lærte han Ludwig Timotheus Spittler at kende, og han blev Münters ideal som kirkehistoriker. Spittlers åndfulde foredrag, hans klare Lessingstil med de fine antydninger, som af og til afløses af ret djærve domme, gjorde et uudsletteligt indtryk på den vordende kirkehistoriker; det er Spittlers stil, der er forbilledet for Münter, hvor han har fået tid til at tænke på stilen og veje udtrykkene. Spittler gav ham det forstandige råd at vælge sig en bestemt periode som det egentlige område for sin granskning.
Münter, som tidlig var blevet optaget til frimurer (han blev senere logemester for den københavnske loge Friedrich zur Gekrönten Hoffnung, der senere blev en loge i Den Danske Frimurerorden), sværmede, som mange fremragende mænd i den tid, for de hemmelige broderskaber, ligeledes f.eks. Illuminati i Bayern, der ville opbygge humanitetens tempel, og hvilken orden han blev optaget i 1784 i Wien.s Påvirkningen fra logerne kom frem i valget af de emner, der først fængslede ham: de egyptiske hieroglyfer, pythagoræismen, mysterierne og gnostikerne. Heyne søgte imidlertid at overbevise ham om, at der ikke ville komme noget ud af at sysle med mysterierne, og en anden af hans gøttingske lærere tvivlede på, at det nogen sinde ville lykkes at tyde de egyptiske "runer".
Det forekom Münter selv, at hele den kristelige oldtids historie ved Johann Lorenz von Mosheims og Walchs arbejder var stillet i et så klart lys, at her ikke var mere at gøre, medens middelalderen, over hvilken romantikkens sol endnu ikke var opgået, lå hen i et tæt mørke, som trængte til at spredes. Han valgte derfor middelalderen, særlig kampen mellem stat og kirke, til sit forskningsområde, og som en førstegrøde af sine kirkehistoriske studier udgav han (1784) en afhandling Om Hierarkiets Fremgang under Innocents III.
Poesien blev dog ikke lagt på hylden i Göttingen. Den første, Münter besøgte der, var satirikeren Abraham Gotthelf Kästner; senere lærte han Gottfried August Bürger at kende, og i den første ferie, på vejen til sin slægt i Gotha, gjorde han en afstikker til Weimar, hvor Herder udviklede sine tanker om den hebraiske poesi for ham og opmuntrede ham til fuldførelsen af den (tyske) metriske oversættelse af Johannes' Åbenbaring, der udkom samtidig med afhandlingen om hierarkiet.
Smådigte sendte han til "Deutsches Museum" og "Musenalmanach", og i Erfurt lod han (1782) trykke Zwei Maurerhymnen.
I Göttingen så han også en landsmand, Georg Zoega, der opholdt sig der 14 dage i foråret 1782, og mødet med ham fik afgjørende betydning for Münter ved på ny at vække hans arkæologiske interesse. De to unge danske studerede i fællesskab kopier af etruskiske vaser og aftalte at mødes i Italien. Kort efter kom Balthasar Münter og hans hustru til Göttingen, og med dem fulgte sønnen til slægten i Gotha og til forskellige større byer i Mellem- og Nordtyskland.
I Berlin lærte han Friedrich Nicolai, Johann Joachim Spalding og Moses Mendelssohn at kende, i Dresden gjorde han studier i antiksamlingen og møntkabinettet.

## Hjemme igen 1783 for straks i 1784 at rejse til Italien
Han kom hjem i efteråret 1783, men kun for i foråret 1784, med kongelig understøttelse, at begive sig på en ny rejse, hvis mål var Italien.
Egentlig skulle han nærmest have undersøgt nogle håndskrifter af Det nye Testamente, der efter rygtet skulle findes i Ragusa; disse håndskrifter fandt han ikke, men han fandt andet, som han ikke havde søgt.
Over Wien gik han til Rom, hvor han opholdt sig et helt år, og her blev en ny verden åbnet for den unge kirkehistoriker. Det var jesuitismens og ultramontanismens afmagtstid; i Rom sad humanismen til højbords, og der gik en jansenistisk luftning gennem hele Romerkirken.
I Toscana traf Münter den ædle jansenist Scipione de' Ricci, biskop af Prato og Pistoia, og gennem samtaler med ham kom han ind i mellemværendet mellem jesuitismen og jansenismen. I Rom blev han især nøje knyttet til den lærde Stefano Borgia, den senere kardinal, som dengang var sekretær for Propagandaen og mæcen for alle unge arkæologer, ikke mindst for de danske.
Fra Rom gik han til Neapel og Sicilien. En frugt af opholdet i Syditalien var de Efterretninger om begge Sicilierne, som han efter sin hjemkomst udgav i to bind (1788-1790), og som i forskellige oversættelser gik en stor del af Europa rundt.
Det var hans plan fra Italien at gå til Paris, men hans broders død kaldte ham hjem, og ved sommertid 1787 var han atter i København efter mere end tre års fraværelse. Han hjembragte mange arkivfund og excerpter, sjældne bøger og oldsager og de "skjønne Mønter", som Goethe ikke var langt fra at misunde ham. Men han kom også hjem med mange indtryk af den romerske kirkes herlighed midt i fornedrelsen, og i de italienske biskopper med det frie blik og den åbne sans for oldtidens kunst og litteratur, med jævnheden til dagligt brug og grandezzaen i de festlige øjeblikke havde han set sit biskoppelige ideal.
Kort efter hans hjemkomst blev der oprettet en ny teologisk lærestol, om hvilken han og hans ven Andreas Birch konkurrerede. Münter sejrede efter at have holdt nogle meget tarvelige prøveforelæsninger, som ikke helt uden grund fremkaldte en skarp kritik fra Niels Ditlev Riegels' side, og i april 1790 blev han, endnu ikke 29 år gammel, professor ordinarius og assessor consistorii.
1784 havde han i Fulda erhvervet den filosofiske doktorgrad; 1790 vandt han i København den teologiske, og med hans ansættelse ved universitetet begyndte det rige forfatterskab, der inden århundredets udgang havde gjort hans navn bekendt i hele den lærde verden.

## Teolog og historiker
Som teolog var Münter afgjort historiker,ikke systematiker.
Han havde ikke noget fast teologisk eller filosofisk standpunkt. Over for mange stridsspørgsmål stod han som en mand uden mening, med en såre mangelfuld forståelse af de dybe og stærke overbevisninger, men altid opfyldt af et levende ønske om at bevare freden. Han troede på "Kristendommens Guddommelighed", men hans teologi, for så vidt som man kan tale om en sådan, var gennemsyret af tidens rationalisme.
Som lærer var han meget for de få, der kunne dele hans arkæologiske interesse, men hans foredrag udmærkede sig hverken ved liv eller anskuelighed. «Münters tørre kirkehistoriske notitser, uden overblik, havde», siger hans svigersøn Jacob Peter Mynster, "intet tiltrækkende, og hans naturlige Theologi var kun lidet beåndet af ægte Religionsfilosofi."
N.F.S. Grundtvig bruger endnu stærkere ord, og Jens Baggesen fælder den uretfærdige dom: ""Intet uden Hukommelse".

## Münters forskellige skrifter
En stor del af hans skrifter gør indtryk af at være temmelig løst forbundne  excerpter, men der er fra hans hånd, foruden en mængde mindre afhandlinger, af hvilke flere er samlet i Miscellanea Hafniensia (I-II, 1816-1828), udgået så betydelige arbejder som: Haandbog i den ældste kristelige Kirkes Dogmehistorie (I-II, 1801-4), der blev oversat til tysk og fik grundlæggende betydning for denne nye gren af den kirkehistoriske videnskab.
Den danske Reformations Historie (I-II, 1802), der har langt større betydning end den vidtløftige Kirchengeschichte von Dänemark u. Norwegen (I-III, 1823-33), om hvilken Ludvig Nicolaus Helveg fælder den hårde dom, at man «helst maa lade den ubenyttet og uomtalt».
Den skarpsindige undersøgelse om Kristi fødselsår (Der Stern der Weisen, 1827); Primordia ecclesiæ Africanæ (1829), der længe har været et hovedværk for dem, som ville studere den afrikanske kirkes ældste historie.
I sine Undersøgelser om de danske Ridderordeners Oprindelse (1822) og ved en samling Aktstykker vedkommende Kong Christian III's og Dronning Dorotheas Kroning i 1537 (1831), som blev kommenteret af Erich Christian Werlauff, gav han bidrag til fædrelandets verdslige historie.
I de populære skrifter Undervisning til den danske Almue om de fortrinligste Velgjerninger, som Kirkeforbedringen har skænket os (1817) og Om Kong Harald Klaks Daab og den kristelige Kirkes Begyndelse i Danmark (1826) søgte han at få det menige folk i tale.
Trods rigelig anerkendelse både fra hjemlandet og fra udlandet var Münter ikke helt tilfreds med sin stilling ved universitetet. Nogle af hans ældre kolleger udtalte på en for ham krænkende måde deres misnøje med, at han gik ind på Hertugen af Augustenborgs
reformplaner med hensyn til universitetets og de lærde skolers undervisning, og det har vel også jævnlig kostet den lærde mand overvindelse at løsrive sig fra studerekammeret for at meddele unge studenter videnskabens begyndelsesgrunde.

## Udnævnelse til Sjællands biskop 1808
En mand som Münter måtte siges at høre mere hjemme i et akademi end på et universitet. Der havde et par gange været tale om at forflytte ham til en bispestol, først til Fyn, siden til Lolland-Falster, men sagen var blevet opgivet, fordi han dårlig kunne undværes ved universitetet. Da Balle, nedbøjet af sorg og arbejde, 1808 nedlagde bispestaven, blev tanken på ny henledt på Münter, og 2. april 1808 blev han udnævnt til Sjællands biskop.
Mange forundrede sig over denne udnævnelse, thi den stuelærde mand, der helst færdedes blandt sine bøger og oldsager, syntes  kun lidt skikket til en biskops gerning. En del af de distraktionsanekdoter, der, som visse sagn, vandrer fra slægt til slægt, var for længst blevet knyttet til den lærde professor, og man forestillede sig ham som en mand, der stod helt uden for virkelighedens verden. Der var, som H.N. Clausen siger, sikkert også mange københavnske borgermænd, der rystede på hovedet, når de så den nye biskop – efterfølgeren af den værdige Balle, der altid gik i præstekjole og med gravitetiske processionsskridt – "med begge Hænder i Baglommerne af den graa Frakke eller i Frostvejr gjemte i en Muffe, uden Holdning og med ilsomme Skridt mere løbe end gaa hen ad Gaden». Men, som der blev sagt efter hans død, «han anstrængte sig som en redelig Mand for at faa Greb paa Forretninger".
Prædikant var han ikke, og det blev han aldrig; hans prædikener manglede i reglen  liv og indtrængende kraft, hans holdning på prædikestolen var utækkelig, hans stemme for tyk, og øjeblikkelige distraktioner, som han var udsat for, forstyrrede undertiden foredraget. Men lejlighedstaler kunne ofte lykkes godt for ham, og når han stod for alteret, iført bispekåben, kunne der være værdighed over hans skikkelse og varme i hans ord.
Som visitator manglede han  den rette popularitet; almuen forstod ham kun dårligt,  og han forstod ikke jævne mennesker.  Men hans godmodighed og redelighed gjorde ham yndet i præstegårdene, og han havde et varmt hjerte for sine præster, især for dem, der syslede med studier. For præsternes uddannelse efter studenterårene nærede han stor interesse.
Pastoralseminariets oprettelse skyldes ham; han gjorde den såkaldte bispeeksamen mere omfattende, søgte at få præsterne til at oplæse lærde afhandlinger ved landemodet i Roskilde, gav stødet til dannelsen af et stiftsbibliotek i Roskilde og holdt som biskop jævnlig øvelser i pastoralseminariet og forelæsninger på universitetet.
På hans forslag blev der (1815) nedsat en kommission til revision af Det nye Testamente; resultatet var den gennemsete udgave, som kom 1819. Det var også ham, der tog initiativet til den nye oversættelse af Martin Luthers lille katekismus (1814), som skyldes J. P. Mynster.
I en afhandling Om nogle Hovedegenskaber ved en god Liturgi, som han oplæste ved landemodet i Roskilde 1812, har han udviklet sin liturgiske grundbetragtning; trods sin rationalisme var han på dette punkt ret konservativ. Den eneste ritualændring, der blev gennemført under hans bispestyrelse, var indførelsen af en ny liturgi for bispevielsen (1811). Han var misfornøjet med, at det gamle ritual for denne handling næsten helt lignede ritualet ved præstevielser; derfor udarbejdede han et nyt, der er dannet med det anglikanske og romerske som forbilleder.
De fleste ville uden tvivl indrømme, at dette bispevielsesritual, som, med nogle ændringer (1830), har været i brug til denne dag, det vil sige omkring år 1900, er det uheldigste led af den danske folkekirkes liturgi, det eneste, som alle ønsker ændret. Men ikke alene ved et nyt ritual ville han kaste glans over bispevielsen; han indførte også den skik at indbyde til denne ved et program med en lærd afhandling, og mange værdifulde undersøgelser kom ved sådanne lejligheder frem for dagens lys.
I Münters bispetid gik der store storme hen over den danske kirkeager. At en mand med hans væsentlig rationalistiske grundanskuelse skulle have forståelse for "Kirkens Gjenmæle", vil ingen vente; alene "det store Bulder", som Grundtvig ville genføde, måtte være ham imod. Hvor hans sympati var under det betydningsfulde stævne, kunne heller ingen være i tvivl om. I de Epistolæ encyclicæ ad clerum, som han 1817 og 1826 (ved mindefesterne for reformationen og Ansgars mission) udsendte i spidsen for alle Danmarks biskopper, trådte rationalismen frem med utilsløret åsyn. I den sidste encyklika, rundskrivelse, faldt ordene så skarpe, at Münter fandt det rettest på forhånd at sikre sig Frederik 6.'s bifald ved at bringe ham den pågældende del af hyrdebrevet i oversættelse. Kongen billigede de bitre udtalelser, men føjede til:"Nu, kjære Münter, maa De tage, hvad der følger derpaa!"
Men der fulgte intet derpå for Münters vedkommende; hans livsgerning var i færd med at udrinde. Efter i nogle år at have mærket de legemlige kræfter svinde døde han langfredag, den 9. april 1830.

## Ægteskab med Maria Elisabeth Krohn
1791 havde han ægtet Maria Elisabeth Krohn (født 1771), datter af dr. Hermann Dietrich Krohn, der døde 1805 som første borgmester i Lübeck.
I hende havde han fået en fortræffelig og husholderisk hustru, som befriede ham fra nogle af de vanskeligheder, der tyngede så hårdt på den upraktiske mand. Kort efter at han var blevet biskop, faldt hun imidlertid hen i en dyb melankoli, som varede tre år og kun svandt for endnu en gang (1823) at komme tilbage med fornyet styrke. Hun døde 1842.
Datteren Fanny (Maria Frederikke Franciska Münter) (1796-1871) blev gift med J.P. Mynster, der var Sjællands biskop i 1834-1854.

## Udmærkelser
Alle ydre former for påskønnelse blev i en ualmindelig grad Münter til del. Som professor var han universitetets rektor 1796-1797 og 1802-1803. Ved Dannebrogsordenens nye organisation 1808 modtog han på én gang Ridderkorset og Sølvkorset og blev udnævnt til ordensbiskop; 1812 blev han kommandør, 1817 Storkors af Dannebrog.
Han var æresmedlem af Kunstakademiet og medlem af så godt som alle Europas akademier og lærde selskaber lige fra Edinburgh til de ioniske øer. Han efterlod sig et bibliotek på 14000 bind og en møntsamling på 10000 numre samt 600 større og mindre oldsager.
En del af disse er indmuret i bispegårdens port og trappegang eller på anden måde opbevaret der. Hans lærde brevveksling og hans andre litterære efterladenskaber er, for så vidt de ikke vedrørte familieanliggender,  overdraget til Det Kongelige Bibliotek,  Københavns Universitetsbibliotek, Rigsarkivet og Den Danske Frimurerorden; en del er havnet i det svenske rigsarkiv og i frimurerlogen i Stockholm.

## Arkæologisk virksomhed
Det er især det lærde arbejde med den store masse af enkeltheder, som er særkendet for  Münters arkæologiske virksomhed, og desuden en stor rastløshed.
Hans virksomhed slog ind på flere områder, der dengang kun var lidt opdyrket,  og han fik derved betydning som forgænger for den senere udvikling af vigtige grene af oldforskningen, således af den kristelige arkæologi. Hovedværket i denne henseende er «Sinnbilder und Kunstvorstellungen der alten Christen» (I-II, 1825). Han gennemgår heri et for et de tegn med religiøs betydning og de emner af det gamle og nye testamente, som kunsten i den første kristne tid har fremstillet og behandlet, nævner de på hans tid udgivne afbildninger af de originale mindesmærker, hvor sådanne  tegn fandtes, og forklarer dem historisk og efter deres religiøse betydning.
Også i den københavnske bispegård florerede Münters arkæologisk virksomhed. Her opsatte biskop Münter i løbet af sin embedsperiode et offentligt museum, Museum Münterianum. I portrummet fik han indmuret antikke indskrifter og i bispegårdens forhal blev der opstillet antikker og etnografika.
Også oldtidens religionshistorie uden for kristendommen behandlede han i flere arbejder med henblik på monumenterne, således i «Religion der Karthager» (1816; 2. Opl. 1821; med flere tillæg). Men også emner af de klassiske oldsager  har han behandlet; således skrev han om den græske koloni Velia i Italien (1818).
I det bind, han selv har samlet under titelen: Antiquarische Abhandlungen (1816), findes bl.a. en afhandling om de gamles baethylier, besjælede sten,  og meteorstenene (på dansk i Videnskabernes Selskabs skrifter) og en afhandling om vandalernes kongers mønter.
Hans arkæologiske interesse og lærdom vise sig også i hans indholdsrige, ovenfor nævnte rejsebeskrivelse «Efterretninger om begge Sicilierne». – Af vigtighed er hans arbejde for stiftelsen af museet for nordiske oldsager, som han virkede meget ivrig for. Af hans betydelige møntsamling kom en del til det kongelige møntkabinet.